# 前467年
| 千纪： | 前1千纪 |
| 世纪： | 前6世纪 \| 前5世纪 \| 前4世纪 |
| 年代： | 前490年代 \| 前480年代 \| 前470年代 \| 前460年代 \| 前450年代 \| 前440年代 \| 前430年代                                                                                         |
| 年份： | 前472年 \| 前471年 \| 前470年 \| 前469年 \| 前468年 \| 前467年 \| 前466年 \| 前465年 \| 前464年 \| 前463年 \| 前462年                                                           |
| 纪年： | 周貞定王二年 魯悼公元年 齊平公十四年 晉出公八年 趙襄子九年 秦厉共公十年 楚惠王二十二年 宋昭公二年 卫悼公三年 蔡声侯五年 郑声公三十四年 燕孝公二十六年 越王勾践三十年 杞哀公四年 |

## 大事記
- 古希臘哲學家暨科學家阿那克薩哥拉正確解釋天文現象「食」，並且解釋太陽是比伯羅奔尼撒巨大許多的大質量火球，以及試圖解釋彩虹和流星。他是第一位解釋月球的光輝是來自於太陽照耀的人[1][2][3]。
- 古希臘悲劇詩人艾斯奇勒斯所著的悲劇作品《七將攻底比斯》首演。